# Tage Reedtz-Thott (officer)
 Der er flere personer med dette navn, se Tage Reedtz-Thott.
Tage Rudolph baron Reedtz-Thott (20. august 1886 i Skellerup Sogn – 27. oktober 1971) var en dansk officer og hofjægermester, far til Axel Reedtz-Thott
Han var søn af hofjægermester, baron Axel Reedtz-Thott og hustru Sofie Magdalene f. baronesse Berner-Schilden-Holsten, blev student fra Odense Katedralskole, premierløjtnant i rytteriet 1909, ved 4. dragonregiment til 1912, ved Gardehusarregimentet til 1919, ritmester 1919, chef for 3. dragonregiments 2. eskadron til 1923, ritmester af reserven i Gardehusarregimentet 1923, af forstærkningen 1935, oberstløjtnant 1940 og tog afsked 1946. Han blev forpagter af Strandegård ved Faxe 1926.
Han var formand for bestyrelsen for Dansk Skovindustri og medlem af tilsynsrådet for Sparekassen for Præstø og Omegn. Han var Ridder af Dannebrog og Dannebrogsmand.
Han blev gift 8. august 1918 med Else baronesse Wedell-Neergaard (9. juni 1897 – 20. august 1961 på Strandegård), datter af kammerherre, hofjægermester, baron Joachim Wedell-Neergaard og hustru Henny f. komtesse Moltke.